# اساسینز کرید: تاریخچه الطائر
اساسینز کرید: تاریخچه الطائر (به انگلیسی: Assassin's Creed: Altaïr's Chronicles) یک بازی ویدئویی به سبک اکشن-ماجراجویی و مخفی‌کاری است که برای نینتندو دی‌اس، اندروید، آی‌اواس، وب او اس، سیمبیان، جاوا ام‌ای و ویندوز فون منتشر شده‌است. این بازی به عنوان پیش‌درآمدی بر نسخه اساسینز کرید (۲۰۰۷) به‌شمار می‌رود که توسط گیم‌لافت توسعه یافته و به وسیله یوبی‌سافت منتشر شده‌است. تاریخچه الطائر در تاریخ ۵ فوریه ۲۰۰۸، در ایالات متحده منتشر شد. در این بازی دو شهر جدید نسبت به نسخه اصلی اضافه شده‌اند که طیره و حلب هستند و سه شهر اصلی عکا، اورشلیم و دمشق نیز وجود دارند، ولی شهر مصیاف از بازی حذف شده‌است و گرافیک بازی در سطح پایینی قرار دارد.